# 노리히토 친왕비 히사코

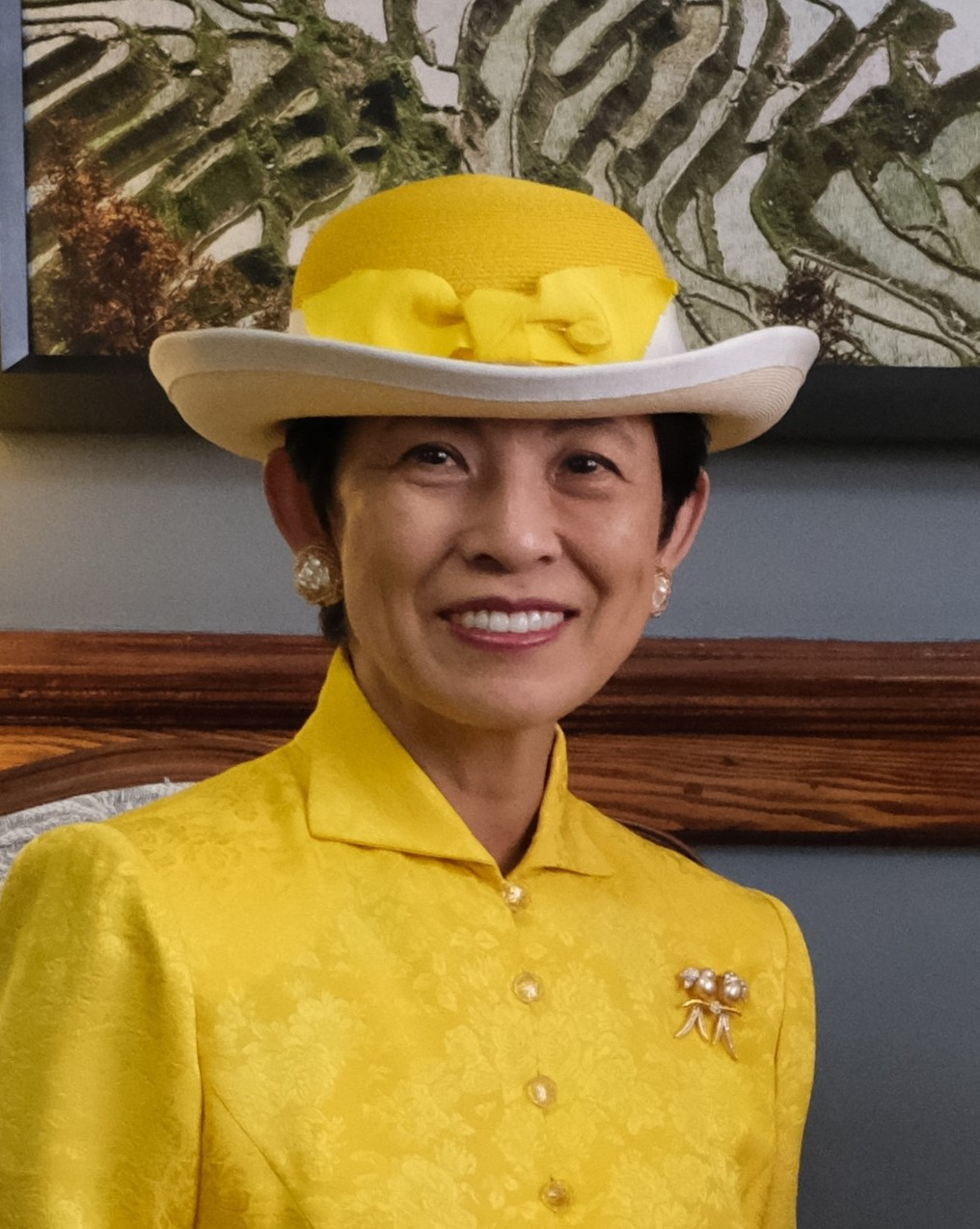
노리히토 친왕비 히사코 (2019년)

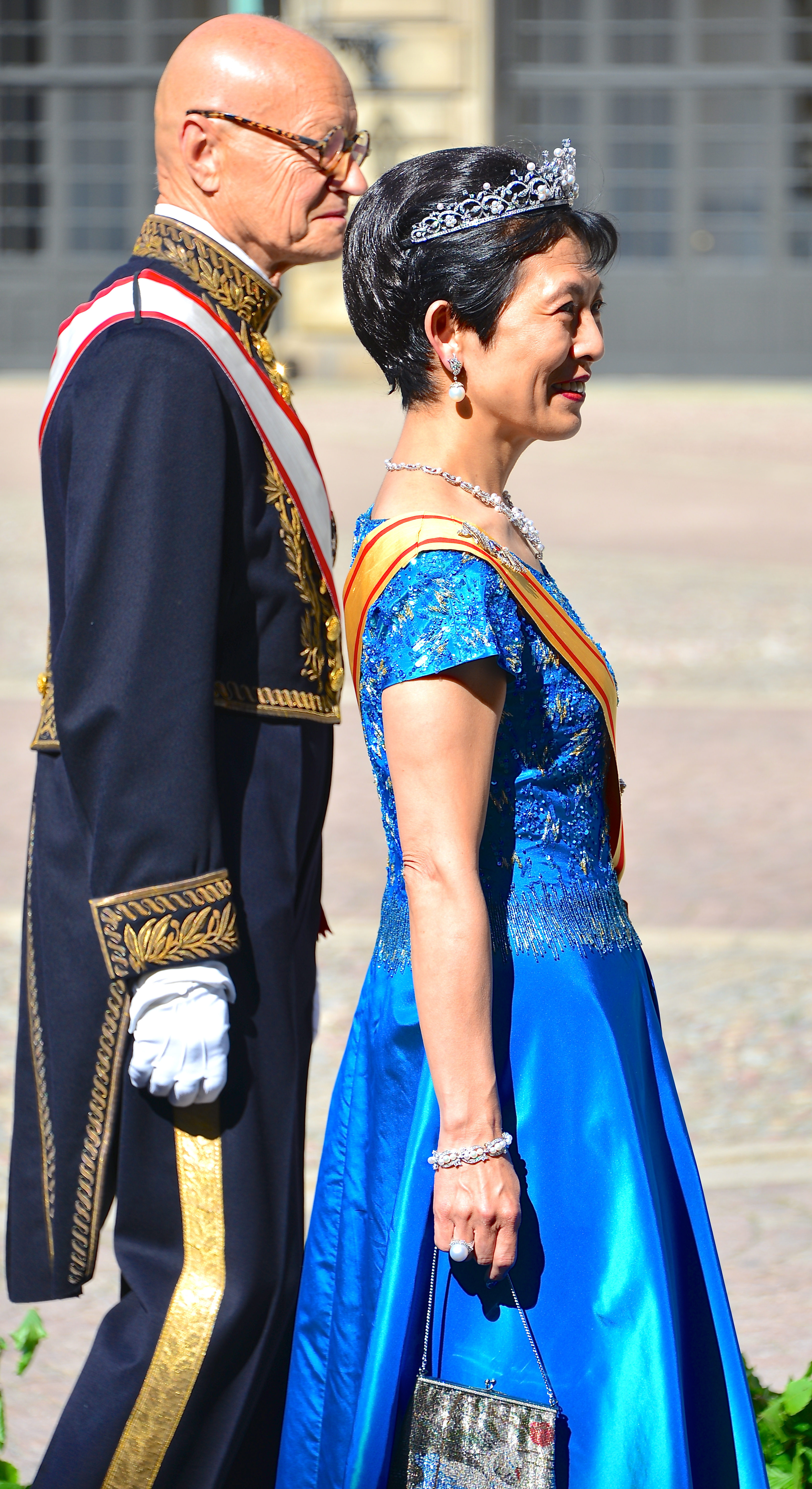
스웨덴 공주인 마들렌 여공의 결혼식에 참석한 히사코 (2013년)

노리히토 친왕비 히사코(憲仁親王妃久子)는 일본의 황족으로 다카마도노미야 노리히토 친왕의 비(妃)이다. 혼인 전의 이름은 돗토리 히사코(鳥取久子). 신위(身位)는 친왕비(親王妃). 학위는 박사.

## 약력
1953년 7월 10일, 도쿄 도(東京都) 미나토 구(港区) 핫킨(白金)에서 미이 물산 프랑스(三井物産フランス) 사장 등 상사의 임원을 역임한 돗토리 시게지로(鳥取滋治郎) ・ 후미코(二三子) 부부의 장녀로 태어났다. 돗토리 가문은 가가와 현(香川県) 미토요 군(三豊郡) 가사다 촌(笠田村, 미토요 시)의 유지 집안이었다. 히사코는 세이신 여자학원(聖心女子学院) 초등과 ・ 중등과를 졸업한 뒤 아버지의 영국 전근으로 영국으로 건너갔다. 케임브리지 대학 거턴 칼리지에서 중국학 ・ 인류학 ・ 고고학을 배우고 1975년에 졸업한 뒤 일본에 귀국해 번역 회사에서 근무하였다. 또한 법률을 배우기 위해 영국으로 건너가 1982년에 귀국했다. 칭호(명예학위)는 명예법학박사(앨버타 대학교, 프린스 에드워드 아일랜드 대학교).
미카사노미야 다카히토 친왕(三笠宮崇仁親王)이 총재를 맡고 있던 제31회 국제 아시아 ・ 북아프리카 인문과학 회의에서 미카사노미야의 통역 ・ 조수를 맡았다. 결혼 전 옛 성인 「돗토리」와 「히사코」의 밸런스가 맞지 않아서 근무 때에는 한 글자를 더해서 「鳥取恒久子」라는 이름을 써서 사용하였다.
1984년 4월 23일, 캐나다 대사관의 리셉션 파티에서 1년 연하의 노리히토 친왕(憲仁親王)을 만났다. 5월 상순에는 노리히토 친왕의 아버지 ・ 미카사노미야로부터 허락을 받았다. 5월 20일에 영어로 「Will you marry me?」라는 프로포즈에 「Yes.」라고 답함으로써 승락하였다. 같은 해 9월 17일에 납채 의식(納采の儀)이, 12월 6일에 결혼식(結婚の礼)이 행해졌고 노리히토 친왕과 결혼하였다. 결혼식과 함께 다카마도노미야 가(高円宮家)가 창설되었다. 부부는 슬하에 쓰구코 여왕(承子女王)、노리코 여왕(典子女王)、아야코 여왕(絢子女王)의 세 딸을 두었다.
일본축구협회(日本サッカー協会) 명예총재인 남편과 함께 히사코 비도 축구 관련 행사에 출석할 때는 축구 관련 악세사리를 몸에 착용하는 등 일본에서는 마이너한 스포츠였던 축구 진흥에 힘을 보탰다. 2002년 한일 월드컵이 개최되자 5월 말에 부부가 함께 한국을 공식방문하였고, 개회식에도 참석하였다. 덧붙여 일본 축구협회 총재로써이기는 하나 일본의 황족이 한국을 공식 방문한 것은 제2차 세계대전 이후 다카마도노미야 부부가 최초였다.
2002년에 노리히토 친왕이 사망하고 다카마도노미야 가의 당주가 되었다. 그 뒤 일가협회(日加協会)、일본축구협회、전일본연식야구연맹(全日本軟式野球連盟)、일본수난구제회(日本水難救済会)를 비롯해 노리히토 친왕이 맡았던 여러 총재 ・ 명예총재직을 이어받아 정력적인 활동을 해나갔다. 또한 노리히토 친왕의 심실세동에서의 훙거가 계기가 되어 AED가 보급된 인연으로 일반재단법인 일본 AED재단(一般財団法人日本AED財団)의 명예총재로 취임하였다.
2012년에 根付에 관한 연구로 오사카 예술대학(大阪芸術大学)으로부터 박사(예술문화학) 학위를 수여받았다. 根付는 다카마도노미야 노리히토 친왕이 생전 관심을 가지고 수집하던 것이기도 하다.
2013년 9월에 일본축구협회(JFA) ・ 아르헨티나 축구협회의 우호 기념행사에 일본축구협회 명예총재로써 참석하기 위해 아르헨티나를 방문하고 기념식전에서는 JFA를 대표하여 인사한 뒤 아르헨티나 축구 트레이닝 센터를 시찰하였다. 또한 양국 축구협회의 기념행사와 같은 시기에 부에노스아이레스에서 2020년 하계올림픽 개최지를 발표할 IOC총회가 개최되었는데 일본 황족으로써는 최초로 이 자리에 참석하였다. 그러나 도쿄 올림픽 유치로 연결시키고 싶은 아베 당시 수상 관저나 황실의 정치적 이용을 염려하는 일본 궁내청과의 거래 끝에, 히사코 비가 출석해 연설은 하되 올림픽 유치를 직접 호소하지는 않는 것으로 되어 유치위원회 멤버의 유니폼을 입지 않게 되었다. 도쿄의 프레젠테이션에서 모두발언으로 IOC와 스포츠 단체의 동일본 대지진 구호에 대한 감사의 연설을 유창한 프랑스어와 영어로 했다. 스피치에서는 올림픽 유치를 직접 호소하지는 않았지만, 스피치의 마지막에 「팀 재팬이 지금부터 프레젠테이션을 시작합니다. 흥미있게 들으실 수 있을 것 같습니다」라고 올림픽 유치에 대해 간접적으로 언급했다.
이 125차 IOC 총회에서 도쿄 도는 2020년 하계올림픽 유치 활동을 벌였고 마드리드와 이스탄불을 꺾고 2020년 도쿄에서의 올림픽 개최가 결정되었다. 개최지가 도쿄로 결정된 것은 히사코 비의 참가가 큰 영향을 주었다는 분석이 있다.또한 히사코 비의 해당 연설은 올림픽 유치에 정치적인 측면이 있다는 이유로 궁내청은 신중했지만 아베 내각과 도쿄도가 강행해 이루어졌다(또한 도쿄와 올림픽 개최지 선정 후보에 올랐던 마드리드는 펠리페 왕세자, 훗날의 국왕 펠리페 6세 등 왕실 멤버가 적극적으로 올림픽 유치에 관여하고 있었다).
2015년 4월부터 버드라이프 인터내셔널(バードライフ・インターナショナル) 명예총재 다카마도노미야 비 히사코의 웹 페이지가 신설되었다. 또한 잡지 『부인화보』(婦人画報)에 根付と野鳥를 연재하기도 했다.
2017년 4월부터 일반재단법인 일본AED재단의 명예총재로 취임하였다.
2018년 1월 15일 공익사단법인 전일본양궁연맹과 일카협회의 명예총재에서 퇴임한다. 공익사단법인 전일본양궁연맹 명예총재는 쓰구코 여왕, 일가협회 명예총재는 아야코 여왕이 이었다. 그 해 1월 31일, 공익사단법인 일본스쿼시협회와 공익사단법인 일본해양소년단 연맹 명예총재를 사퇴했다. 공익사단법인 일본스쿼시협회 명예총재는 쓰구코 여왕, 공익사단법인 일본해양소년단연맹 명예총재는 아야코 여왕이 이었다.
2018년 3월부터 공익재단법인 일본심장재단(公益財団法人日本心臓財団)의 명예총재로 취임하였다.
2018년 6월에는, 월드컵 · 러시아 대회에 출장하는 축구 일본 대표를 격려하기 위해서 러시아를 방문하였다. 일본 왕족으로는 1916년 간인노미야 고토히토 친왕(院宮載仁親王) 이래 102년 만의 러시아 방문이다.
2019년 11월 17일, 셋째 딸 모리야 아야코와 모리야 케이(守谷慧) 사이에 첫 손자 모리야 미노루(守谷穣)가 탄생했다.
2020년 4월 1일, 공익 사단법인 일본 라이플 사격 협회(公益社団法人日本ライフル射撃協会) 명예 총재로 취임했다.

## 같이 보기
- 해양소년단
- 가와부치 사부로